# Rowena (Texas)
Pour les articles homonymes, voir Rowena.
Rowena est une communauté située dans le sud-ouest du comté de Runnels, au Texas, États-Unis.
Bonnie Parker y est née.
Le nombre d'habitants est estimé à 714.

## Histoire
La ville est créée en 1898 et nommée Baronsville en l'honneur du promoteur Paul J. Baron. En 1900, la ville a été brièvement renommée en l'honneur d'un agent foncier nommé John Bolf. En 1901, les autorités postales l'on renommée en Rowena. Paul Baron a permis que le nom devienne officiel en 1904.

## Démographie
Rowena a été colonisée principalement par des Texans allemands et tchèques, dont beaucoup venaient du comté de Fayette, au Texas. 
En 1904, la population comptait moins de 100 habitants, mais elle est passée à près de 600 en 1908, atteignant 800 habitants en 1930.